# Моравска бановина
Моравска бановина је била управна јединица Краљевине Југославије од 1929. до 1941. године, као и за време Територије немачког војноуправног команданта Србије до децембра 1941. године.

## Име
Названа је по Морави, најпознатијој реци која протиче кроз њу, зато што су називи по рекама били одомаћени и јер су били у употреби код војно-територијалне поделе. Након стварања Бановине Хрватске (1939) и покретања политичких расправа о реорганизацији осталих бановина, појавили су се предлози да се од бановина на српском етничком подручју створи јединствена Бановина Србија или да се у називе српских бановина званично уведу одговарајуће српске одреднице, те су тако настале замисли да се назив Моравске бановине промени у Бановина Моравска Србија или Бановина Источна Србија.

## Власт и управа
Административно средиште бановине био је Ниш, а седиште бановинске администрације налазило се у Банској палати.
Била је подељена на нижа управна подручја: срезове и општине.
На челу бановине се налазио бан који је био представник краљевске власти у бановини. Постављао га је и разрешавао краљ. Самоуправна тела су била: Бановинско веће и Бановински одбор.
Важнија места су била Крушевац, Краљево, Јагодина, Зајечар, Неготин итд.

## Општински избори у Моравској бановини

### 1936.
На општинским изборима одржаним 27. септембра 1936. године од 756 општина Југословенска радикална заједница добила је 631 општину (83.14%), опозиција победила у 107 општина, а у 18 општина победу су однеле листе чији носиоци не припадају ниједној странци. Уједињена опозиција је добила 58 општина (7.65%), Југословенска народна странка добила је 35 општина (4.63%), Југословенска национална странка добила је 9 општина (1.18%), група Аце Станојевића добила је 3 општине (0.39%), грађанска листа добила је 1 општину (0.13%), присталице Драгољуба Јовановића добиле су 1 општину (0,13%) и неопредељени 18 општина (2.36%). За три општине избори су били одржани 4. октобра исте године. Од 392.557 уписаних гласача на биралишта је изашло 299.974 гласача. Од тога је Југословенска радикална заједница добила 230.129 гласова, док је опозиција добила 69.845 гласова.

## Банови Моравске бановине
| Слика | Ред | Име и презиме (Датум рођења и смрти) | Почетак мандата          | Крај мандата      | Странка |
| ----- | --- | ------------------------------------ | ------------------------ | ----------------- | ------- |
|       | 1.  | Ђорђе Несторовић (1864—1935)         | 9. октобар 1929          | 1931              |         |
|       | 2.  | Ђорђе Дреновац                       | 1931                     | 1932              |         |
|       | 3.  | Јеремија Живановић (1874—1940)       | 1932                     | 1935              |         |
|       | 4.  | Добрица Матковић (1887—1973)         | 1935                     | 1936              |         |
|       | 5.  | Марко Новаковић                      | именован 27. априла 1936 | 1937              |         |
|       | 6.  | Предраг Лукић                        | 1937                     | до септембра 1938 |         |
|       | 7.  | Јанићије Красојевић                  | од септембра 1938.       | 1939              |         |
|       | 8.  | Милан Николић (1877—1943)            | 1939                     | 1941              |         |
|       | 9.  | Иван Ђорђевић                        | 1941                     | 1941              |         |
|       |     | Јанићије Красојевић                  |                          | 1941              |         |
|       |     | Божидар Крстић                       | 1941                     |                   |         |

## Границе
Ова бановина се налазила на подручју данашње Србије, већим делом Централне а мањим делом на подручју Косова и Метохије. Обухватала је део Великог Поморавља.
Границе су биле одређене према природним факторима, искоришћењу комуникационих и природних веза појединих крајева са појединим центрима, величини бановина, економским целинама и социјалним факторима, и потребама државне администрације.
Према Закону о називу и подели Краљевине на управна подручја од 1929, границе Бановине биле су следеће:
Према Уставу Краљевине Југославије од 1931, границе Бановине биле су следеће:

## Управна подручја
Срезови са подручја Моравске бановине:
| - | - Алексиначки срез, - Бањски срез, - Белопаланачки срез, - Белички срез, - Бољевачки срез, - Брзопаланачки срез, - Вучитрнски срез, - Голубачки срез, - Деспотовачки срез, - Добрички срез, | - Жички срез, - Жупски срез, - Заглавски срез, - Зајечарски срез, - Звишки срез, - Кључки срез, - Копаонички срез, - Косанички срез, - Крајински срез, - Лапски срез, | - Левачки срез, - Лужнички срез, - Млавски срез, - Моравски срез, - Неготински срез, - Нишавски срез, - Нишки срез, - Параћински срез, - Поречки срез, - Прокупачки срез, | - Раванички срез, - Ражањски срез, - Расински срез, - Ресавски срез, - Темнићки срез, - Трстенички срез, - Хомољски срез, - Царибродски срез. |

## Историја

### Формирање
Успостављена је Законом о називу и подели Краљевине на управна подручја од 3. октобра 1929. године који је донео краљ Александар I Карађорђевић. Доношењем Септембарског устава 1931. године бановина је постала управна и самоуправна јединица. Први бан је био Ђорђе Несторовић (1864—1935).
Формирана је од области Зајечар, Крушевац, Ниш, Ђуприја, као и делова неких других области.

### Априлски рат и подела Југославије
Након слома Југославије 1941. године, у Другом светском рату, била је окупирана од стране сила Осовине и подељена између три окупационе зоне.
Највећи део припао је Недићевој Србији под влашћу немачке Територије војноуправног команданта Србије, а мањи део фашистичкој Италији (односно италијанској Албанији) и Бугарској (Пирот са околином).

### Моравска бановина под немачком окупацијом
Немци су привремено задржали дотадашњу административно-политичку поделу и административно-управни апарат, који је одмах ушао у службу окупационих власти. У Нишу је рад наставила Управа Моравске бановине, а за бана је постављен њен дотадашњи мобилизациони официр Милан Костић. Немачка Фелдкомандантура 809 и Министарство унутрашњих послова Недићеве владе користиле су банске управе за прослеђивање својих наређења среским начелствима и квислиншким формацијама.
Због неспособности окупатора и квислиншких власти да потпуно угуше народни устанак и покрете отпора, дошло је до реформе административно-управног апарата, од бановина, преко среских начелстава и општина, до полиције и квислиншких војних формација. Недићева влада је затражила боља решења за организацију административно-политичке власти, па је 26. децембра 1941. године дошло до укидања бановина а Србија је подељена на 14 округа.

### Након рата
После завршетка Другог светског рата, Моравска бановина није обновљена него је њена некадашња територија укључена у новоформирану Народну Републику Србију (са Аутономном Косовско-Метохијском Облашћу), у оквиру Федеративне Народне Републике Југославије.

## Демографија

### 1921.
Број домаћинстава износио је 219.752.
Број присутног становништва износио је 1.211.812.
На један километар квадратни долазило је 46.22 становника.
На једно домаћинство долазило је 5.51 становника.

### 1929.
Према Закону о називу и подели Краљевине на управна подручја од 3. октобра 1929. године, Бановина је требало да буде површине 25.721 km2 а да има приближно 1.200.000 становника.

### 1931.
Површина бановине износила је 26.218 km2.
Број домаћинстава износио је 267.654.
Број присутног становништва износио је 1.452.967, од којих је 716.775 мушких а 736.192 женских.
Природни прираштај од 1921. до 1931. износио је апсолутно +241.155 односно 19,90 %.
На један километар квадратни долазило је 55.42 становника.
На једно домаћинство долазило је 5.43 становника.
| православна       | 1.364.490 |
| римокатоличка     | 11.061    |
| евангелистичке    | 268       |
| остале хришћанске | 299       |
| исламска          | 58.802    |
| без конфесије     | 664       |
| УКУПНО            | 1.435.584 |

## Галерија
- Некадашња зграда банске управе
- Краљевина Југославија са бановинама (1929—1939)
- Бановине Краљевине Југославије
- Заседање Банског већа Моравске бановине фебруара 1940. под председништвом бана Јанићија Красојевића